# Género lógico
El género lógico es un concepto filosófico empleado en lógica y metafísica. Es un concepto que reúne una  multiplicidad de individuos en una unidad conceptual. A su vez, estos conceptos pueden agruparse en unidades conceptuales de nivel inferior. Tradicionalmente, el nivel más bajo suele denominarse «especie» y los niveles superiores, «géneros», siendo el ser el género lógico supremo que reúne en sí la totalidad. En español, un modo de recordar esto es que el «género» es más «general», y la «especie» es particular o «especial». Por ejemplo, el género «medios de transporte» incluye las especies «autos», «buses», «aviones», «barcos», etc.